# Volotea
Volotea este o companie spaniolă de aviație privată cu sediul în Asturia.

## Flota
Flota Volotea constă în 19 aeronave, cu vârsta medie de 12,8 ani . 

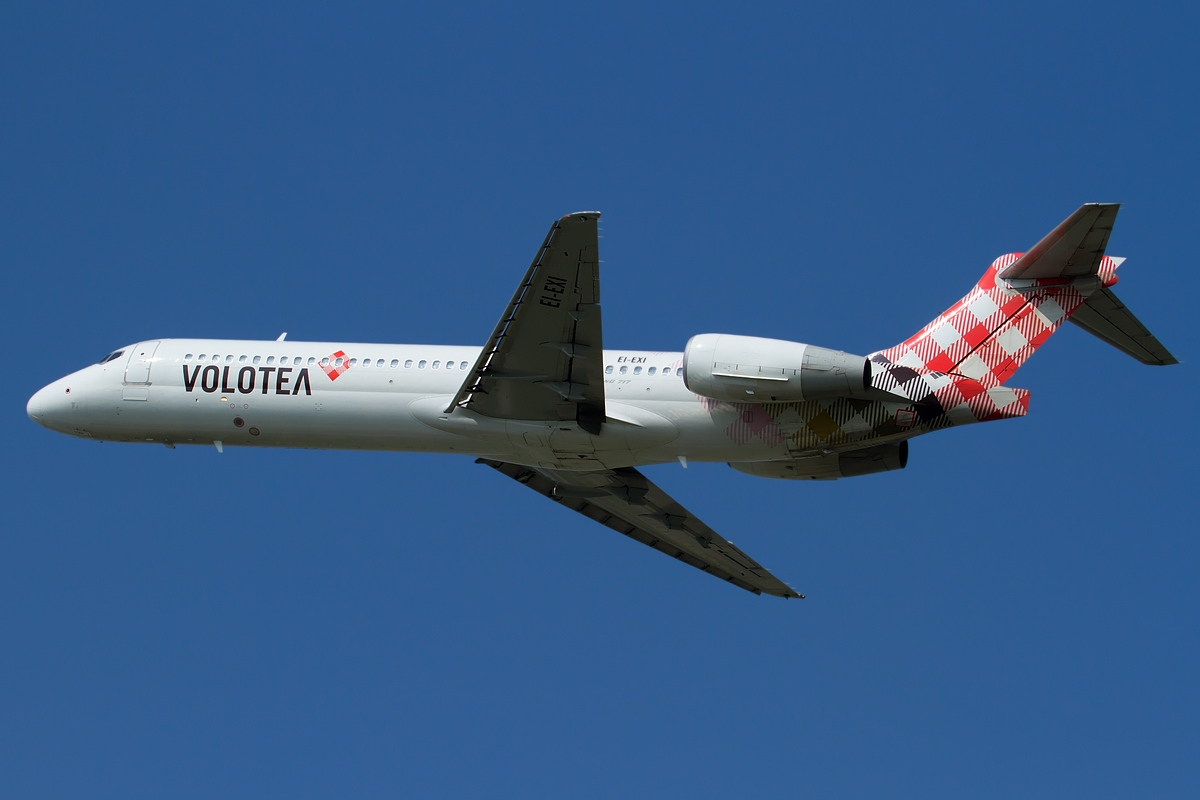
Volotea Boeing 717-200